# (24607) Sevnatu
(24607) Sevnatu (1977 PC1) – planetoida z pasa głównego asteroid okrążająca Słońce w ciągu 3,55 lat w średniej odległości 2,33 j.a. Odkryta 14 sierpnia 1977 roku.